# Mafia II
Mafia II (of Mafia 2) is de opvolger van Mafia: The City of Lost Heaven door 2K Czech (voorheen bekend als Illusion Softworks). Het spel werd in Europa uitgebracht op 27 augustus 2010. In december 2011 werd de Mac OS X-versie van het spel uitgebracht.
Het verhaal speelt zich iets later af dan dat van zijn voorganger, namelijk eind jaren 40/begin jaren 50 van de twintigste eeuw, en is opgedeeld in chapters (hoofdstukken). Opnieuw zal de speler zich moeten bewijzen bij de invloedrijke maffia om zodoende meer aanzien te krijgen en zichzelf op te werken binnen de familie. Het eerste deel, Mafia: The City of Lost Heaven, hoeft niet gespeeld te worden om het tweede deel te begrijpen, want het zijn twee verschillende verhaallijnen. Mafia II verklaart wel wie de moordenaars van de toenmalige protagonist van Mafia waren.
Op 19 Mei 2020 is de remaster verschenen onder de naam Mafia II: Definitive Edition en maakt onderdeel uit van de Mafia Trilogy

## Verhaal
Wanneer het spel begint zien we Vito en zijn beste vriend Joe Barbaro die tijdens een juwelendiefstal gevangen worden genomen. Geconfronteerd met de keus van gevangenis of het leger in, kiest Vito voor het laatste. Hij neemt deel aan Operatie Husky die Sicilië met behulp van Don Calo, een hoge baas binnen de maffia, bevrijdt. In 1945 raakt Vito gewond, en keert hij in eerste instantie tijdelijk terug naar Empire Bay. Echter, Joe slaagt er samen met zijn vriend Giuseppe in hem met behulp van valse documenten in Empire Bay te houden, Vito hoeft niet terug te keren naar Europa.
Vito ontdekt dat zijn overleden vader een hoop schulden heeft nagelaten, en zijn zus deze beetje bij beetje probeert terug te betalen. Haar inkomen is echter veel te laag. Met tegenzin begint hij samen met Joe "klusjes" op te knappen, en zo komt hij in aanraking met Henry Tommasino, die deel uitmaakt van de Clemente-familie. Henry voorziet hen van taken, waaronder het stelen van brandstofzegels. Vito wordt echter verraden door een van de bedienden aan wie hij de zegels heeft verkocht en wordt veroordeeld tot 10 jaar gevangenisstraf. Hier leert hij Leo Galante kennen, consigliere aan de Vinci-familie. Door Leo's hulp wordt Vito begin 1951 vrijgesproken. Niet veel later worden Joe en Vito toegelaten in de Falcone-familie, waar Joe voor werkte toen Vito in de gevangenis zat. Hun eerste opdracht voor Falcone is het doden van Luca Gurino, een capo van Clemente. Daarna is hun vorige werkgever, Alberto Clemente, aan de beurt.
Vito, Henry en Joe gooien het daarna over een andere boeg, en proberen drugs te verkopen. Ze kopen het van de Chinezen en verkopen het op diverse plekken in de stad. Na alles een tijd lang goed ging wordt Henry spoedig daarna gedood door handlangers van Mr. Wong, die de drugs verkocht aan de drie. Vito en Joe zweren wraak op de Chinezen om het hun betaald te zetten. Ze ontmoeten Mr. Wong in zijn kantoor en komen erachter dat Henry een overheidsinformant was. De Chinezen geven de Italianen de schuld, waaronder Don Vinci, een van de maffiabazen in Empire Bay. De mannen van Vinci ontvoeren niet veel later Joe. Vito helpt Joe ontsnappen en bewijzen zichzelf door Don Falcone te doden. In de laatste cutscene zitten Joe en Vito elk in een andere auto, waarbij die van Joe een andere weg volgt. Met de woorden Sorry jongen, Joe zat niet in onze deal eindigt het verhaal. Vito wordt enkele jaren later naar New Bordeaux gestuurd door The Commision en bouwt daar een leven op in de Marcano Crime Family.

## Empire Bay
Empire Bay is de fictieve stad uit Mafia II en is voornamelijk gebaseerd op New York, Chicago en San Francisco. Oorspronkelijk zou de stad "Empire City" heten. De stad bevindt zich aan de oostkust van de Verenigde Staten.

## Downloadbare inhoud
Er zijn sinds de release van Mafia II, drie uitbreidingen (DLC's) uitgebracht door uitgever 2K Czech.
De eerste uitbreiding was Jimmy’s Vendetta. De speler moet met Jimmy verschillende minigames spelen, om vervolgens tot een grootse finale te komen.
In deze DLC zit geen echte verhaallijn.
De tweede uitbreiding die 2K Czech uitbracht, heet Cars & Clothing. Zoals de titel al duidelijk maakt, gaat het hier alleen om extra auto's en kleding.
De derde en laatste uitbreiding was meteen de grootste. In Joe’s Adventures krijgt de speler te maken met een geheel nieuwe verhaallijn.
Er wordt met deze uitbreiding duidelijk waar Joe zich mee bezig heeft gehouden toen Vito in de gevangenis zat.

## Ontvangst
| \| Recensiescore \| Recensiescore \| \| Publicist \| Score \| \| --------------- \| ---------------- \| \| Power Unlimited \| (X360) 92/100[3] \| |               |
| Recensiescore |               |
| Publicist | Score         |
| Power Unlimited | (X360) 92/100 |